# برايان ماكلارين
برايان ماكلارين هو عداء سريع كندي، ولد في 21 ديسمبر 1943 في وينيبيغ في كندا.

## وصلات خارجية
- برايان ماكلارين على موقع أوليمبيديا (الإنجليزية)
- برايان ماكلارين على موقع اللجنة الأولمبية الكندية (الإنجليزية)
- برايان ماكلارين على موقع قاعة مانيتوبا للمشاهير الرياضية (الإنجليزية)